# حرارة الاحتراق

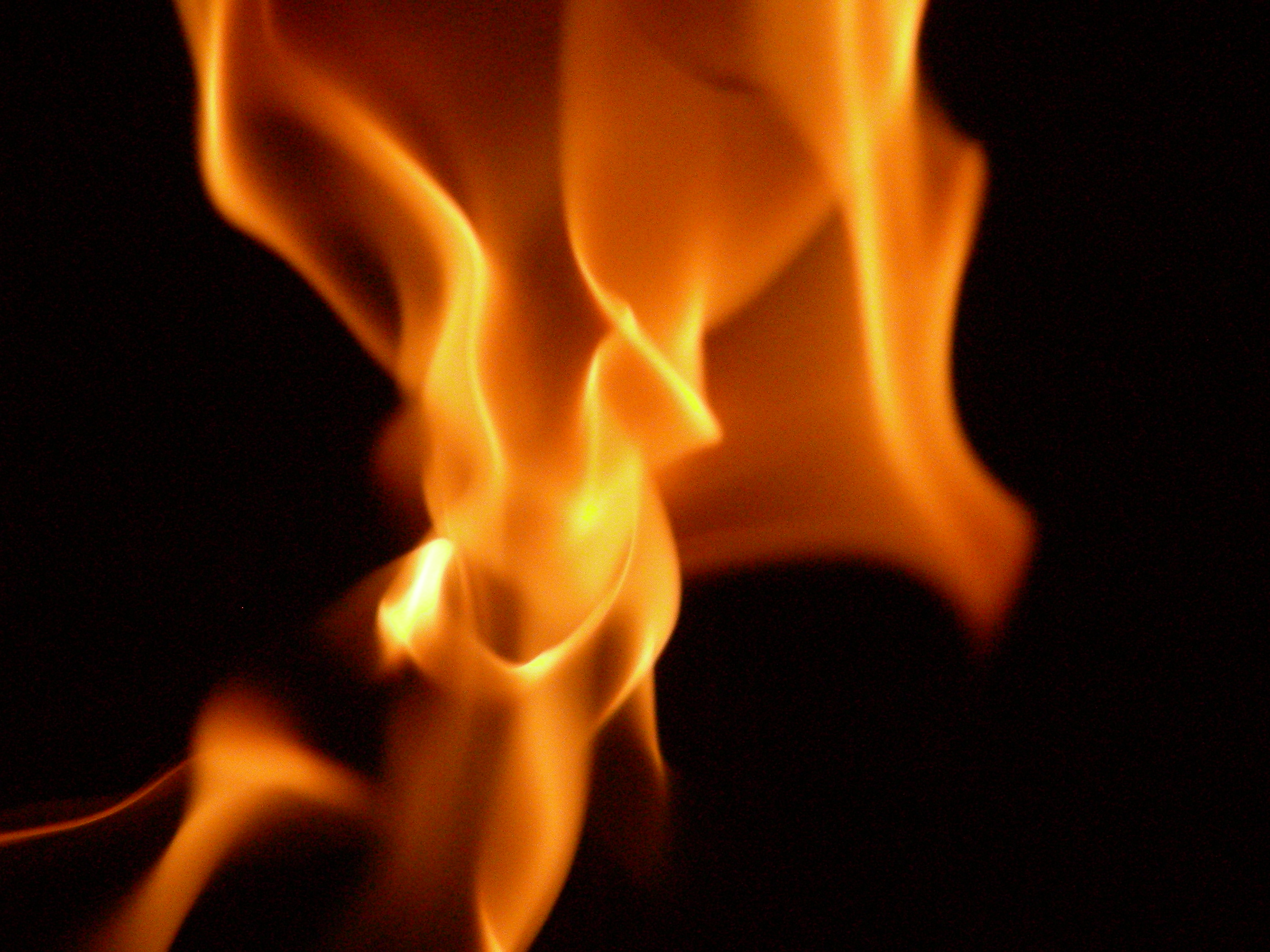

حرارة الاحتراق وهي كمية الحرارة المنتشرة من احتراق مول من المادة احتراقاً تاماً بالأكسجين تحت الظروف القياسية. يكون التفاعل الكيميائي هيدروكربوني أو يحدث تفاعل للجزيئات العضوية مع الأكسجين ليتكون ثاني أكسيد الكربون و الماء وينتج عنه الحرارة. يمكن التعبير عنه بالكميات الآتيه:
- وحدة طاقة لكل مول من الوقود (كيلوجول/مول
- وحدة طاقة لكل كجم من الوقود
- وحدة طاقة لوحدة الحجوم

يتم قياس القيمة الحرارية باستخدام مسعر. يمكن أيضا قياسها عن طريق حساب الفرق بين حرارة التكوين ΔHo
f للنواتج والمتفاعلات. بالنسبة إلى الوقود والذي تُعطى مكوناته بالصيغة التالية: CcHhOoNn، فإن مقدار حرارة الاحتراق تكون 418 كيلو جول/مول. تملك القيمة الحرارية للعناصر العضوية إشارة مقابلة للتفاعل الطارد للحرارة لأن الرابطة الثنائية في جزئ الأكسجين تكون أضغف بكثير من الأزواج الثنائية في الروابط الأحادية خاصة لنواتج الاحتراق ثاني أكسيد الكربون والماء حيث تتحول الروابط الضعيفة في الاكسجين O2 إلى ربطة أقوي في CO2 و H2O باعثة طاقة في صورة حرارة.
القيمة الحرارية لأي مادة يمكن تعريفها بأنها كمية الحرارة المنطلقة أثناء احتراق كمية محددة منها مثل الوقود و الطعام. هي خاصية مميزة لكل مادة. تكون وحدتها هي وحدة طاقة لكل وحدة من المادة عادة الكتلة مثل كيلو جول/كجم، كيلو جول/مول، كيلو كالوري/كجم ، وحدة حرارية برياطنية/رطل.
تحويل وحدات القيمة الحرارية:
- ميجاجول/كجم= كيلوكالوري/كجم * 238.846
- وحدة حرارية بريطانية/رطل= كيلوجول/كجم* 2.326
- وحدة حرارية بريطانية/رطل= كيلوكالوري/كجم* 0.5556

يمكن التعبير عن حرارة احتراق الوقود بالقيمة الحرارية العليا، القيمة الحرارية الأدنى والقيمة الحرارية الكلية.

## القيمة الحرارية العليا
يمكن تحديد القيمة الحرارية العليا عن طريق ارجاع جميع نواتج الاحتراق إلى درجة حرارة ما قبل الاحتراق وتكثيف أي بخار نتج عن الاحتراق. تستخدم مثل هذه القياسات درجة الحرارة القياسية 15 درجة سليزيوس. يشبه هذا حرارة الديناميكا الحرارية للاحتراق حيث أن التغير في الإنثالبي للتفاعل يفترض درجة حرارة مشتركة للعناصر قبل وبعد الاحتراق، في حالة تكثف الماء إلى بخار فإنه يستخدم الحرارة الكامنة للتبخر. في الأنظمة الميكانيكية مثل غلايات الحريق الغازية المستخدمة لإنتاج الحرارة يتم ضبطها لغرض الحصول على القيمة الحرارية العليا لأن الحرارة الناتجة عنها تكون عند درجة حرارة أقل من 150.

## القيمة الحرارية الدنيا
يمكن تحديد القيمة الحرارية الدنيا بطرح حرارة التبخر لبخار الماء من القيمة الحارية العليا. نتعامل هنا مع H2O كبخار والطاقة المطلوبة لإنتاج البخار لا تنطلق كحرارة.
يتم فرض عند حساب القيمة الحرارية الدنيا أن الماء كله تحول إلى بخار في نهاية عملية الاحتراق، بينما نفرض أنه في حالة سائلة في نهاية عملية الاحتراق عند حساب القيمة الحرارية العليا. تفرض القيمة الحرارية الدنيا ان الحرارة الكامنة للتبخر للماء في الوقود ونواتج التفاعل غير قابلة للاسترجاع. من الجيد المقارنة بين أنواع الوقود حيث أن تكثيف نواتج التفاعل بها غير عملي أو أن الحرارة التي لها درجة حرارة أقل من 150 درجة سليزيوس غير قابل للانتفاع بها. التعريف السابق هو التعريف المعتمد من الجمعية الأمريكية للبترول وتستخدم درجة حرارة مرجعية 60 فهرنهيت. هناك تعريف آخر يستخدم بواسطة جمعية الموردون المعالجون للغاز والجمعية الأمريكية للبترول وهو محتوى الحراري لنواتج التفاعل مطروح منه المحتوى الحراري للوقود عند درجة حرارة مرجعية (60 فهرنهيت) مطروح منه المحتوى الحراري للأكسجين عند درجة الحرارة المرجعية مطروح منه حرارة التبخر للبخار المتواجد في نواتج التفاعل. يرجع الاختلاف بين التعريفين أن التعريف الثاني يفرض أن نواتج الاحتراق تعود إلى درجة حرارة مرجعية والمحتوى الحراري من البخار المتكثف ليس له فائدة. يعتبر حساب القيمة الحرارية الدنيا أكثر سهولة من حساب القيمة الحرارية العليا وعند حساب الفرق بينهم نجده ليس بالكبير.

## القيمة الحرارية الكلية
تأخذ القيمة الحرارية الكلية الماء الخارج كبخار في حساباته ويشمل أيضا الماء السائل في الوقود قبل الاحتراق. هذه القيمة مهمة جدا للوقود مثل الخشب و الفحم الذي عادة يحتوي على ماء قبل الاحتراق. == قياس القيمة الحرارية == تقاس القيمة الحرارية العليا بالتجربة بواسطة مسعر. يتم بدأ الاحتراق لخليط الوقود والمؤكسد المتوازن ( 2 مول من الهيدروجين، 1 مول من الأكسجين) بواسطة جهاز إشعال في وعاء من الصلب عند درجة حارة 25 درجة سليزيوس. يتكون بخار الماء عند تفاعل الهيدورجين والأكسجين أثناء التفاعل . يتم تبريد الوعاء إلى درجة حرارة 25 سليزيوس مرة أخرى ويتم حساب القيمة الحرارية العليا عن طريق حساب الحرارة الانتجة بين درجة الحرارة الابتدائية والنهائية.
عند حساب القيمة الحرارية الدنيا، يتم إيقاف التبريد عند 150 درجة سليزيوس ويتم استرجاع جزأ من حرارة التفاعل. تم اختيار هذه الدجرة اعتمادا على درجة حرارة التندي للغاز الحامض. لاحظ: القيمة الحرارية العليا تحسب بفرض أن ماء النواتج في حالة سائلة بينما القيمة الحرارية الدنيا فماء النواتج يكون في حالة بخارية. == العلاقة بين القيم الحرارية == يعتمد الفرق بين القيمتين الحراريتين على التكوين الكيميائي للوقود. في حالة الكربون وأول أكسيد الكربون، فإن القيمة الحرارية العليا والدنيا متماثلتان، ينحصر الفرق في قيمة الحرارة المحسوسة التي تكون بين 150 و 25 درجة سليزيوس ( تغير الحرارة المحسوسة يغير من من درجة الحرارة، الحرارة الكامنة تضاف أو تطرح لتغير الحالة عند ثبوت درجة الحرارة، أمثلة: حرارة التبخر و حرارة الانصهار). في حالة الهيدروجين يكون الفرق بين القيميتين أكبر حيث يشمل الحرارة المحسوسة لبخار الماء بين 150 و 100 درجة سليزيوس، الحرارة الكامنة للتكثيف عند 100 درجة سليزيوس والحرارة المحسوسة للماء المتكثف بين 100 و 25 درجة سليزيوس. تكون القيمة الحرارية العليا أكبر من القيمة الحرارية الدنيا بنسبة تصل غلى 18.2% (142 ميجاجول/كجم . 120 ميجاجول/كجم). في الهيدروكربونات فإن الفرق يعتمد على قيمة الهيدروجين في الوقود. بالنسبة للجازولين والديزل فإن القيمة الحرارية العليا تكون أكبر بنسبة 10% و 7% على التوالي وللغاز الطبيعي بنسبة 11%.
العلاقة بين القيميتين:
{\displaystyle \mathrm {HHV} =\mathrm {LHV} +H_{\mathrm {v} }\left({\frac {n_{\mathrm {H_{2}O,out} }}{n_{\mathrm {fuel,in} }}}\right)}
حيث:
Hv هي حرارة التبخر.
nH2O,out عدد مولات الماء المتبخر.
nfuel,in عدد مولات الوقود المحترق.
معظم التطبيقات التي يحترق بها الوقود ينتج عنها بخار ماء والذي لا يستخم وتهدر حرارته. في هذه التطبيقات فإن القيمة الحرارية الدنيا يتم استخدامها لإعطاء مؤشر للعملية.
لكن في بعض الحالات عند حساب الطاقة فإن القيمة الحرارية العليا تكون صحيحة. هذه يتعلق بالغاز الطبيعي كونه يحتوي على محتوي هيدروجيني كبير والذي ينتج عنه كمية أكبر من الماء عند احتراقه في الغلايات و محطات الطاقة والذي ينتج عنها تكئف لبخار الماء ب مكثفات الغاز الناتج عن الاحتراق.

## الاستخدام
يقيس معظم مصنعي المحركات استهلاك الوقود بالقيمة الحرارية الدنيا. يجب أن يكون المستهلك الأمريكي حذر حيث أن الرسم التوضيحي لاستهلاك الوقود اعتمادا على القيمة الحرارية العليا سيكون أكبر. يسبب الفرق بين القيمتين ارتباك لا منتهي عندما لا يذكر المصنع أي القيميتين يستخدم حيث أنه هناك فرق يصل إلى 10% بينهما للمحطات التي تحرق الغاز الطبيعي. يجب توضيح أي القيمتين تستخدم لان القيمة الحرارية العليا تستخدم في حساب كفاءة الطاقة الكلية واحيانا تكون القيمة الحرارية الدنيا مناسبة.

## جدول حرارة الاحتراق
| Fuel                                  | العليا ميغا جول/كجم | العليا وحدة حرارية بريطانية/رطل | العليا ميغا جول/مول | الدنيا ميجاجول/كجم |
| ------------------------------------- | ------------------- | ------------------------------- | ------------------- | ------------------ |
| هيدروجين                              | 141.80              | 61,000                          | 286                 | 119.96             |
| ميثان                                 | 55.50               | 23,900                          | 889                 | 50.00              |
| إيثان                                 | 51.90               | 22,400                          | 1,560               | 47.622             |
| بروبان                                | 50.35               | 21,700                          | 2,220               | 46.35              |
| بوتان (كيمياء)                        | 49.50               | 20,900                          | 2,877               | 45.75              |
| بنتان                                 | 48.60               | 21,876                          | 3,507               | 45.35              |
| برافين                                | 46.00               | 19,900                          |                     | 41.50              |
| كيروسين                               | 46.20               | 19,862                          |                     | 43.00              |
| ديزل (وقود)                           | 44.80               | 19,300                          |                     | 43.4               |
| فحم حجري (فحم صلب)                    | 32.50               | 14,000                          |                     |                    |
| فحم حجري (فحم بني - الولايات المتحدة) | 15.00               | 6,500                           |                     |                    |
| خشب (حرارة الاحتراق)                  | 21.70               | 8,700                           |                     |                    |
| وقود حطبي                             | 21.20               | 9,142                           |                     | 17.0               |
| خث (dry)                              | 15.00               | 6,500                           |                     |                    |
| خث (damp)                             | 6.00                | 2,500                           |                     |                    |

| وقود                     | ميغا جول/كجم | وحدة حرارية بريطانية/رطل | ميغا جول/مول |
| ------------------------ | ------------ | ------------------------ | ------------ |
| ميثانول                  | 22.7         | 9,800                    | 726.0        |
| إيثانول                  | 29.7         | 12,800                   | 1,300.0      |
| 1-بروبانول               | 33.6         | 14,500                   | 2,020.0      |
| أسيتيلين                 | 49.9         | 21,500                   | 1,300.0      |
| بنزين (مركب كيميائي)     | 41.8         | 18,000                   | 3,270.0      |
| أمونياك                  | 22.5         | 9,690                    | 382.6        |
| هيدرازين                 | 19.4         | 8,370                    | 622.0        |
| سداسي ميثيلين رباعي أمين | 30.0         | 12,900                   | 4,200.0      |
| كربون                    | 32.8         | 14,100                   | 393.5        |

| وقود                            | ميغا جول/كجم | سعرة/جرام | وحدة حرارية بريطانية/رطل |
| ------------------------------- | ------------ | --------- | ------------------------ |
| هيدروجين                        | 141.9        | 33.9      | 61,000                   |
| وقود السيارات                   | 47.0         | 11.3      | 20,000                   |
| ديزل (وقود)                     | 45.0         | 10.7      | 19,300                   |
| إيثانول                         | 29.7         | 7.1       | 12,000                   |
| بروبان                          | 49.9         | 11.9      | 21,000                   |
| بوتان (كيمياء)                  | 49.2         | 11.8      | 21,200                   |
| خشب                             | 15.0         | 3.6       | 6,000                    |
| فحم حجري (فحم بني)              | 15.0         | 4.4       | 8,000                    |
| فحم حجري (فحم صلب)[بحاجة لمصدر] | 36           | 7.8       | 14,000                   |
| غاز طبيعي                       | 54.0         | 13.0      | 23,000                   |

| وقود                 | ميغا جول/كجم | ميغا جول/لتر | وحدة حرارية بريطانية/رطل | ميغا جولمول |
| ألكانات              | ألكانات      | ألكانات      | ألكانات                  | ألكانات     |
| -------------------- | ------------ | ------------ | ------------------------ | ----------- |
| ميثان                | 50.009       | 6.9          | 21,504                   | 802.34      |
| إيثان                | 47.794       | —            | 20,551                   | 1,437.2     |
| بروبان               | 46.357       | 25.3         | 19,934                   | 2,044.2     |
| بوتان (كيمياء)       | 45.752       | —            | 19,673                   | 2,659.3     |
| بنتان                | 45.357       | 28.39        | 21,706                   | 3,272.6     |
| هكسان                | 44.752       | 29.30        | 19,504                   | 3,856.7     |
| هبتان                | 44.566       | 30.48        | 19,163                   | 4,465.8     |
| أوكتان               | 44.427       | —            | 19,104                   | 5,074.9     |
| نونان                | 44.311       | 31.82        | 19,054                   | 5,683.3     |
| ديكان                | 44.240       | 33.29        | 19,023                   | 6,294.5     |
| أونديكان             | 44.194       | 32.70        | 19,003                   | 6,908.0     |
| دوديكان              | 44.147       | 33.11        | 18,983                   | 7,519.6     |
| أيزوبارفين           |              |              |                          |             |
| إيزوبوتان            | 45.613       | —            | 19,614                   | 2,651.0     |
| أيزوبيوتان           | 45.241       | 27.87        | 19,454                   | 3,264.1     |
| ميثيل بنتان          | 44.682       | 29.18        | 19,213                   | 6,850.7     |
| دايمثيل بيوتان       | 44.659       | 29.56        | 19,203                   | 3,848.7     |
| دايمثيل بينتان       | 44.496       | 30.92        | 19,133                   | 4,458.5     |
| ترايميثيل بينتان     | 44.310       | 30.49        | 19,053                   | 5,061.5     |
| نافسينز              |              |              |                          |             |
| حلقي البنتان         | 44.636       | 33.52        | 19,193                   | 3,129.0     |
| ميثيل حلقي بنتان     | 44.636?      | 33.43?       | 19,193?                  | 3,756.6?    |
| حلقي الهكسان         | 43.450       | 33.85        | 18,684                   | 3,656.8     |
| ميثيل حلقي الهكسان   | 43.380       | 33.40        | 18,653                   | 4,259.5     |
| مونوليفن             |              |              |                          |             |
| إيثيلين              | 47.195       | —            | —                        | —           |
| بروبيلين             | 45.799       | —            | —                        | —           |
| بيوتين-1             | 45.334       | —            | —                        | —           |
| بيوتين-2             | 45.194       | —            | —                        | —           |
| ترانس -2 بيوتين      | 45.124       | —            | —                        | —           |
| إيزوبيوتين           | 45.055       | —            | —                        | —           |
| بينتين               | 45.031       | —            | —                        | —           |
| ميثيل-1 بينتين-2     | 44.799       | —            | —                        | —           |
| هيكسان-1             | 44.426       | —            | —                        | —           |
| دايوليفن             |              |              |                          |             |
| 3،1-بوتاديين         | 44.613       | —            | —                        | —           |
| إيزوبرين             | 44.078       | -            | —                        | —           |
| مشتقات نيتروس        |              |              |                          |             |
| نترو الميثان         | 10.513       | —            | —                        | —           |
| نيترو بروبان         | 20.693       | —            | —                        | —           |
| أسيتيلين             |              |              |                          |             |
| أسيتيلين             | 48.241       | —            | —                        | —           |
| ميثيل أسيتيلين       | 46.194       | —            | —                        | —           |
| بويتن-1              | 45.590       | —            | —                        | —           |
| بينتين-1             | 45.217       | —            | —                        | —           |
| عطريات               |              |              |                          |             |
| بنزين (مركب كيميائي) | 40.170       | —            | —                        | —           |
| تولوين               | 40.589       | —            | —                        | —           |
| أورثو-زيلين          | 40.961       | —            | —                        | —           |
| ميتا-زيلين           | 40.961       | —            | —                        | —           |
| بارا-زيلين           | 40.798       | —            | —                        | —           |
| إيثيل بنيزن          | 40.938       | —            | —                        | —           |
| ترايميثيل بنزين      | 40.984       | —            | —                        | —           |
| بروبي بنزين          | 41.193       | —            | —                        | —           |
| كيومين               | 41.217       | —            | —                        | —           |
| الكحوليات            |              |              |                          |             |
| ميثانول              | 19.930       | 15.78        | 8,570                    | 638.55      |
| إيثانول              | 28.865       | 22.77        | 12,412                   | 1,329.8     |
| 1-بروبانول           | 30.680       | 24.65        | 13,192                   | 1,843.9     |
| إيزوبروبانول         | 30.447       | 23.93        | 13,092                   | 1,829.9     |
| ن-بوتانول            | 33.075       | 26.79        | 14,222                   | 2,501.6     |
| إيزوبوتانول          | 32.959       | 26.43        | 14,172                   | 2,442.9     |
| بيوتانول             | 32.587       | 25.45        | 14,012                   | 2,415.3     |
| بينتانول-1           | 34.727       | 28.28        | 14,933                   | 3,061.2     |
| بنتان-2-ول           | 31.416?      | 35.64?       | 13,509?                  | 2,769.3?    |
| إيثرز                |              |              |                          |             |
| ثنائي ميثيل الإيثر   | 28.703       | —            | 12,342                   | 1,322.3     |
| ثنائي إيثيل الإيثر   | 33.867       | 24.16        | 14,563                   | 2,510.2     |
| بروبوكسي بروبان      | 36.355       | 26.76        | 15,633                   | 3,568.0     |
| بيتوكسي بيوتان       | 37.798       | 28.88        | 16,253                   | 4,922.4     |
| ألدهيدز              |              |              |                          |             |
| ميثانال              | 17.259       | —            | —                        | 570.78      |
| أسيتالدهيد           | 24.156       | —            | —                        | —           |
| بروباين ألدهيد       | 28.889       | —            | —                        | —           |
| ألدهيد البوتان       | 31.610       | —            | —                        | —           |
| أسيتون               | 28.548       | 22.62        | —                        | —           |
| أخرى                 |              |              |                          |             |
| غرافيت               | 32.808       | —            | —                        | —           |
| هيدروجين             | 120.971      | 1.8          | 52,017                   | 244         |
| أحادي أكسيد الكربون  | 10.112       | —            | 4,348                    | 283.24      |
| أمونياك              | 18.646       | —            | 8,018                    | 317.56      |
| كبريت (solid)        | 9.163        | —            | 3,940                    | 293.82      |

لاحظ
- ليس هناك فرق بين القيمة الحرارية العليا والدنيا لعناصر الكربون وأول أكسيد الكربون والكبريت عند الاحتراق لانه ليس هناك تكون للماء في نواتج التفاعل.
- 1 ميجاجول/كجم= 430وحدة حرارية بريطانية/رطل.

## القيمة الحرارية العليا للغاز الطبيعي من مصادر مختلفة
- الجزائر: 42.00 ميجا جول/م3
- بنغلاديش: 36.00 ميجا جول/م3
- كندا: 38.20 ميجا جول/م3
- إندونيسيا: 40.60 ميجا جول/م3
- إيران: 42.09 ميجا جول/م3
- هولندا: 33.32 ميجا جول/م3
- النرويج: 39.88 ميجا جول/م3
- باكستان: 34.90 ميجا جول/م3
- روسيا: 38.23 ميجا جول/م3
- السعودية: 38.00 ميجا جول/م3
- المملكة المتحدة: 39.71 ميجا جول/م3
- الولايات المتحدة: 38.42 ميجا جول/م3
- أوزبكستان: 37.89 ميجا جول/م3

تساوي القيمة الحرارية الدنيا للغاز الطبيعي تقريبا 90% من القيمة الحرارية العليا.